# Coupe de France masculine de volley-ball 2012-2013
Navigation
Coupe de France 2011-2012 Coupe de France 2013-2014
La Coupe de France masculine de volley-ball 2012-2013 est la 30e édition de la Coupe de France, compétition à élimination directe mettant aux prises des clubs de volley-ball affiliés à la Fédération française de volley-ball. La Coupe de France qualifie dorénavant pour la Challenge Cup (3e coupe européenne).
Pour la première fois cette année, il existe la Coupe de France amateur à laquelle participent toutes les équipes des niveaux Nationale 1, Nationale 2 et Nationale 3 excepté les équipes réserves.

## Listes des équipes en compétition
| - Ligue A - GFCO Ajaccio - Avignon VB - Beauvais OUC - AS Cannes - Chaumont VB52 - Montpellier UC - UGS Nantes-Rezé - Narbonne Volley - Paris Volley - Rennes Volley 35 - Arago de Sète - Spacer's Toulouse - Tourcoing LM - Tours VB | - Ligue B - Club Alès CVB - Asnières V92 - LISSP Calais - Cambrai VB - AL Canteleu - Harnes VB - ASUL Lyon - Martigues VB - Nancy Volley - Nice VB - AS Orange Nassau - Plessis-Robinson VB - Saint-Brieuc CAVB - Saint-Nazaire VBA | - Nationale 1 - C.N.M. Charenton - Conflans-Andrésy-Jouy VB - VVBC Les Herbiers - Mende Volley-Ball - FL Saint-Quentin |

## Phase finale

### Final four
|  | Demi-finales                  | Demi-finales                  |                   |   | Finale                                  | Finale                                  |
|  | Demi-finales                  | Demi-finales                  |                   |   | Finale                                  | Finale                                  |
|  |                               |                               |                   |   |                                         |                                         |
|  | 19 février, 25-20 25-22 25-19 | 19 février, 25-20 25-22 25-19 |                   |   | Paris, 30 mars, 29-27 22-25 25-20 22-25 | Paris, 30 mars, 29-27 22-25 25-20 22-25 |
|  | 19 février, 25-20 25-22 25-19 | 19 février, 25-20 25-22 25-19 |                   |   | Paris, 30 mars, 29-27 22-25 25-20 22-25 | Paris, 30 mars, 29-27 22-25 25-20 22-25 |
|  | Spacer's Toulouse             | 3                             |                   |   | Paris, 30 mars, 29-27 22-25 25-20 22-25 | Paris, 30 mars, 29-27 22-25 25-20 22-25 |
|  | Spacer's Toulouse             | 3                             |                   |   | Paris, 30 mars, 29-27 22-25 25-20 22-25 | Paris, 30 mars, 29-27 22-25 25-20 22-25 |
|  | Narbonne Volley               | 0                             |                   |   | Paris, 30 mars, 29-27 22-25 25-20 22-25 | Paris, 30 mars, 29-27 22-25 25-20 22-25 |
|  | Narbonne Volley               | 0                             | Spacer's Toulouse | 1 |                                         |                                         |
|  | 19 février, 25-20 25-22 25-19 |                               | Spacer's Toulouse | 1 |                                         |                                         |
|  |                               | Tours VB                      | 3                 |   |                                         |                                         |
|  | Tours VB                      | Tours VB                      | 3                 | 3 |                                         |                                         |
|  | Tours VB                      |                               |                   | 3 |                                         |                                         |
|  | Montpellier UC                | 0                             |                   |   |                                         |                                         |
|  | Montpellier UC                | 0                             |                   |   |                                         |                                         |

## Galerie d'images
Quelques images réalisées lors de la finale de la coupe de France de volley-ball masculin entre Tours Volley-Ball et Spacer's Toulouse Volley le 30 mars 2013.

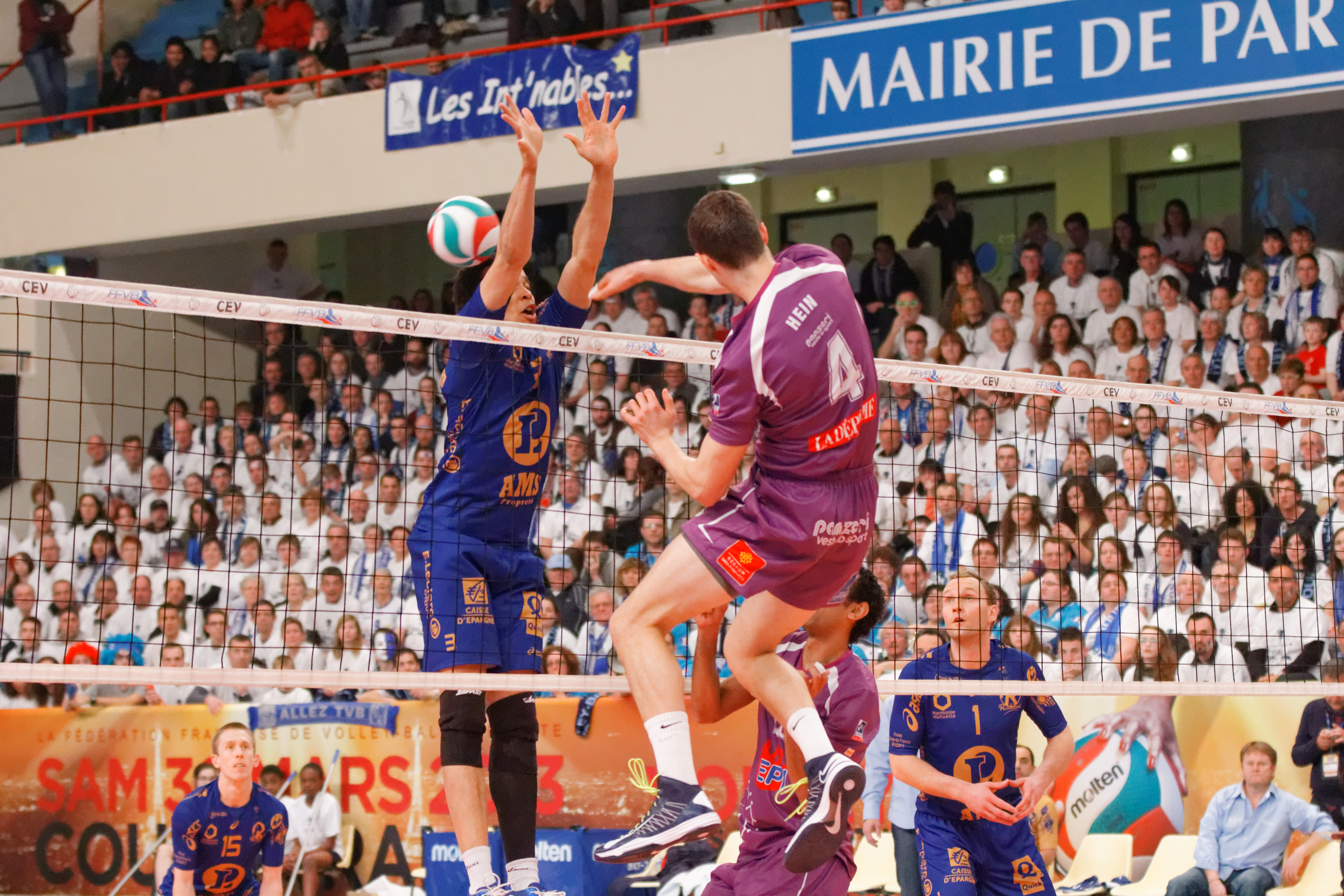
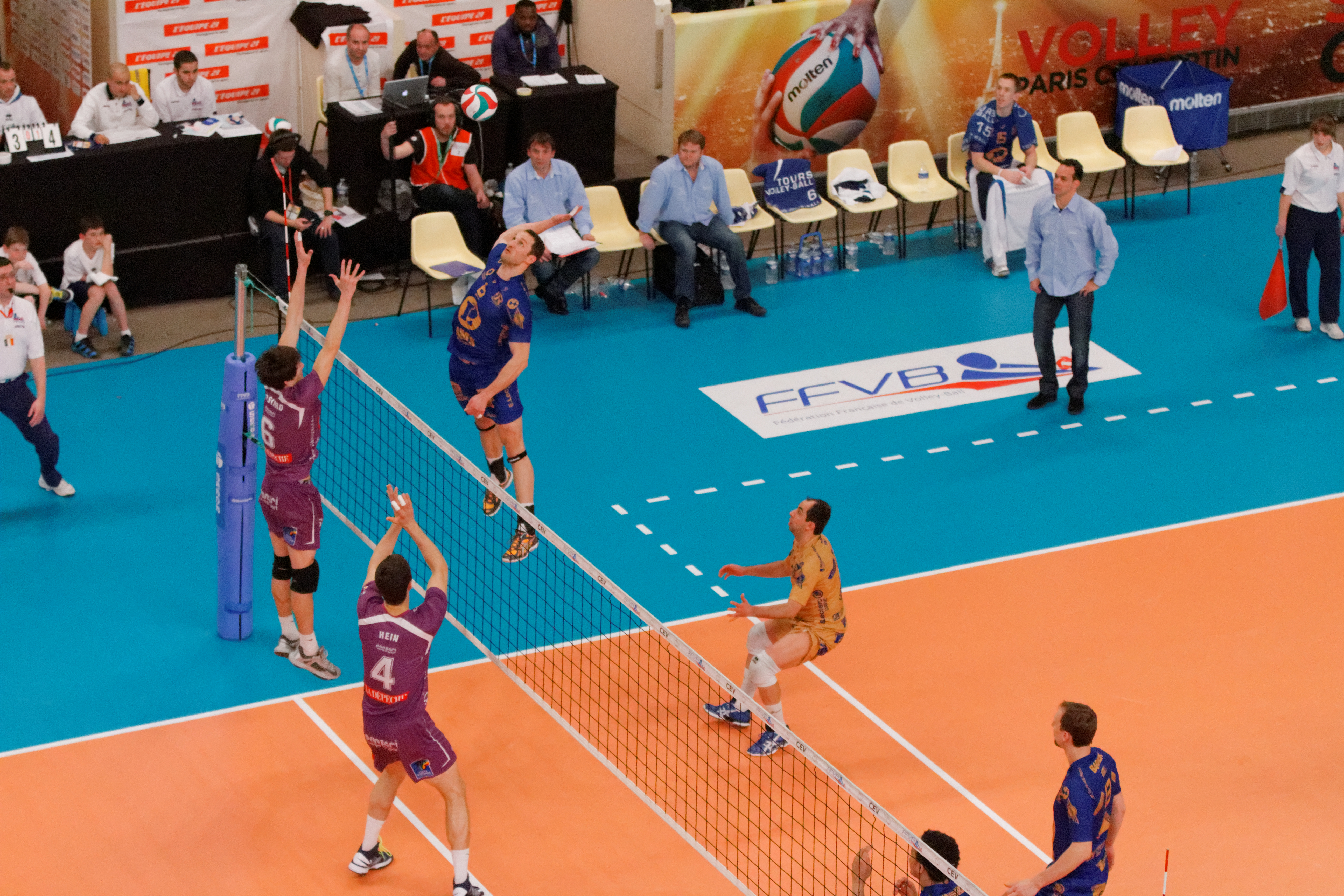
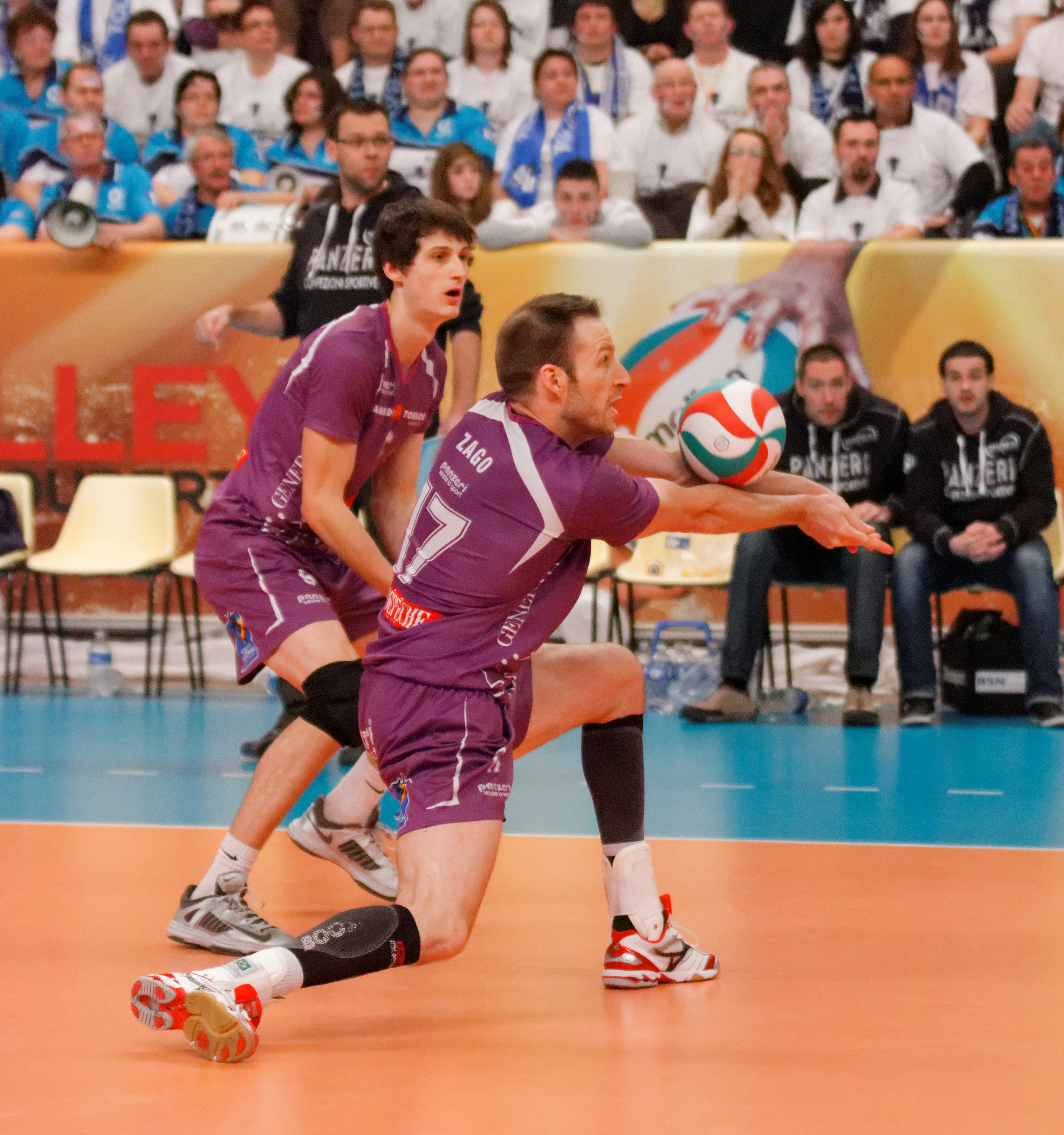